# Retablo di Thornham Parva
Il retablo di Thornham Parva è un dipinto a olio su tavola parzialmente dorato e stuccato risalente al 1335-1340, conservato nella chiesa di Santa Maria di Thornham Parva, nel Suffolk, in Inghilterra.
Realizzato in origine per un contesto religioso domenicano, forse i Blackfriars di Thetford nel Norfolk, scampò all'iconoclastia puritana e rimase nascosto per secoli fino alla sua riscoperta nel 1927. Ad oggi è riconosciuta come la più grande pala d'altare sopravvissuta del Medioevo inglese cattolico antecedente lo Scisma anglicano.

## Storia

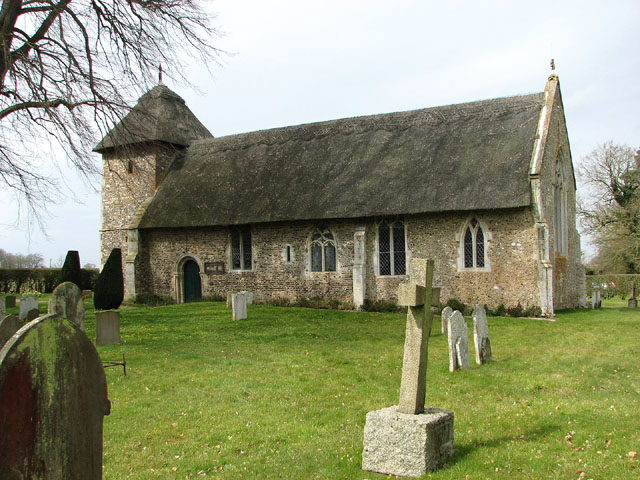
La St Mary Church di Thornham Parva

Il reverendo W. W. Lillie, nel 1932, è tra i primi a commentare scientificamente l'opera e a riferire notizie sul suo recupero, raccolte di prima mano. Lillie informa che il retablo fu scoperto nel 1927 da Lord Henniker, proprietario terriero del Suffolk, nel solaio di una sua scuderia a Thornham Hall. La presenza dell'opera era del tutto sconosciuta a Lord Henniker e famiglia, i quali furono in seguito informati da un reverendo locale che essa proveniva probabilmente dalla tenuta di Rookery Farm a Stradbroke. Rookery Farm, nel 1778, era stata acquistata con tutto il suo contenuto da un antenato di Lord Henniker, tale Sir John Major, da una famiglia di nome Fox. I Fox erano cattolici romani e, durante il loro soggiorno a Rookery Farm, avevano raccolto materiali per arredare una soffitta da adibire a cappella. Da Rookery Farm, il dipinto e forse altro materiale fu spostato a Thornham e, evidentemente inutilizzato, finì dimenticato nel luogo del successivo ritrovamento. Lillie vide il segno dell'acquisto del retablo da parte dei Fox in una piccola etichetta su un angolo della cornice, con scritto Second Day, Lot 17 (Secondo Giorno, Lotto 171), segno evidente che l'opera, in un momento sconosciuto della sua storia, è transitata per un'asta.
È ragionevole credere che il retablo sia sopravvissuto grazie a una sua consapevole rimozione dall'edificio religioso che lo ospitava prima della dissoluzione dei monasteri inglesi all'inizio del XVI secolo, probabilmente da parte di una famiglia locale cattolica che lo riutilizzò in un altare privato fino alla sua successiva dispersione.
A seguito del ritrovamento, il retablo fu donato da Lord Henniker alla chiesa di Santa Maria di Thornham Parva, ove il fratello era parroco. L'opera si trova ancora oggi esposta sulla parete orientale di fondo del presbiterio della chiesa, in uno spazio evidentemente non concepito per un'opera di tali dimensioni.
Dopo otto anni di restauro, il retablio è tornato nella St Mary Church di Thornham Parva nel 2003. Il restauro, curato dall'Hamilton Kerr Institute di Cambridge, ha rimosso i secolari strati di sporcizia, rivelando parte dell'oro originale e una luminosa tavolozza autunnale di rossi, viola e verdi traslucidi. Il deterioramento di gran parte dell'oro originale utilizzato ha reso necessaria la sostituzione di una parte significativa con nuova foglia d'oro. Nell'occasione, l'opera è stata sottoposta a studi approfonditi i cui esiti sono stati raccolti in una monografia dedicata.

## Descrizione

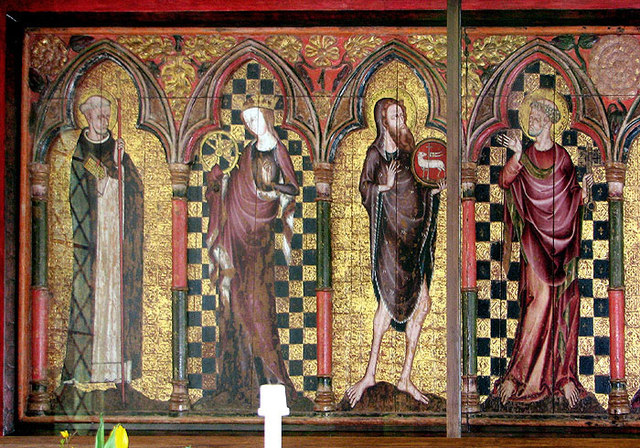
Dettaglio della parte sinistra

Il retablo, di forma rettangolare, è suddiviso in nove scomparti per mezzo di una cornice ad archetti trilobati gotici, dei quali il centrale più largo ospita la scena principale e gli altri otto, quattro per lato, sono dedicati ai Santi di accompagnamento. Al centro è raffigurata una Crocifissione tra la Madonna e San Giovanni Battista, mentre gli otto Santi, da sinistra a destra, sono San Domenico, Santa Caterina, San Giovanni Battista, San Pietro, San Paolo, Sant'Edmondo Martire, Santa Margherita d'Antiochia e San Pietro Martire. I Santi sono da intendere a coppie: San Domenico con San Pietro Martire, Santa Caterina con Santa Margherita, San Giovanni Battista con Sant'Edmondo, San Pietro con San Paolo.

## Stile

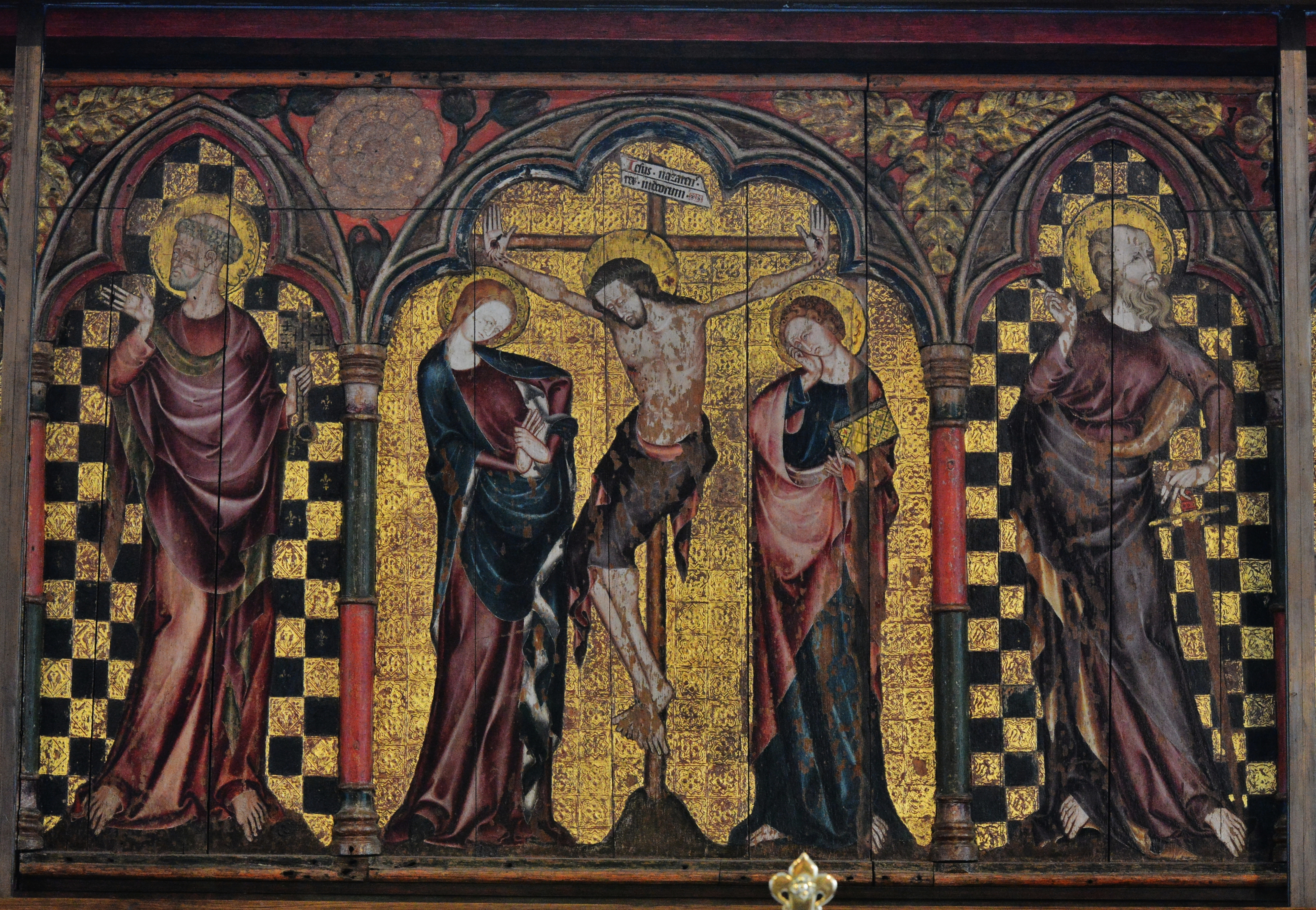
Dettaglio della parte centrale

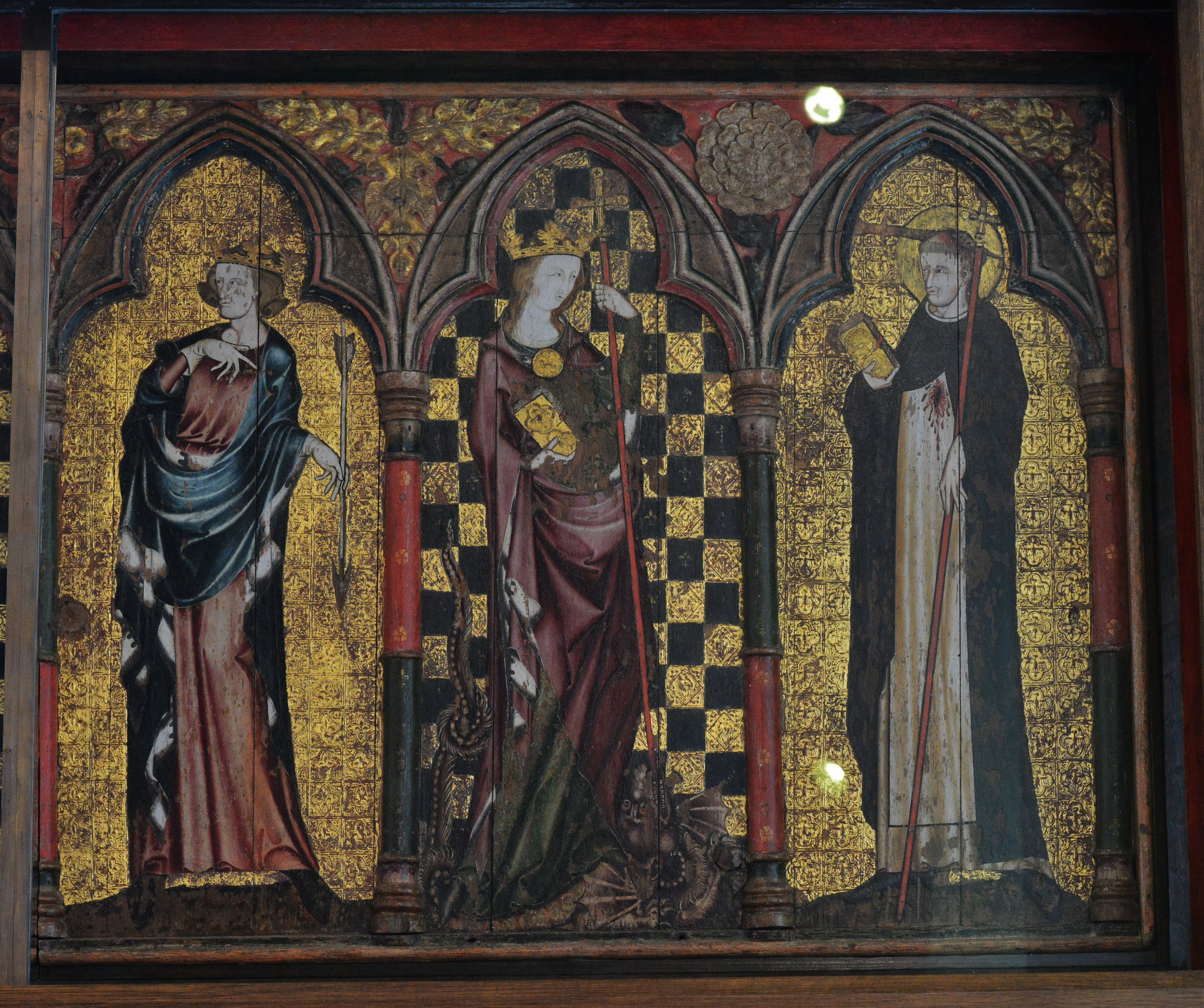
Dettaglio della parte destra

Nel 1927, l'anno della riscoperta, i pannelli ricevettero un brevissimo commento critico e furono anche esposti al Church Congress di Ipswich, ove furono di fatto ignorati. Lillie, nel 1932, scrive stupito del silenzio che seguì la riscoperta di un'opera d'arte tanto straordinaria.
Nel 1987, uno studio dettagliato del retablo ha stabilito la sua probabile provenienza dal Priorato Domenicano dei Blackfriars di Thetford, nel Norfolk. La provenienza domenicana dell'opera è ampiamente suggerita dagli otto Santi raffigurati: San Domenico e San Pietro Martire alle estremità sono i primi patroni dei Domenicani, le due sante, Santa Caterina e Santa Margherita d'Antiochia, sono pure venerate dall'Ordine. La coppia più interna è quella di San Pietro e San Paolo, tradizionalmente legati all'Ordine domenicano perché che si ritiene abbiano parlato con San Domenico. La coppia intermedia di Sant'Edmondo e San Giovanni Battista si presta a correlazioni meno evidenti, a parte un generico riferimento all'Anglia orientale in Sant'Edmondo. Lo studio del 1987 ha appunto messo in evidenza come tra i benefattori del Priorato dei Blackfriars di Thetford, fondato nel 1335 da Enrico terzo conte di Lancaster, vi fossero John de Warenne, settimo conte di Surrey e Edmund Gonville, ricco sacerdote inglese fondatore di svariate case religiose. Sant'Edmondo e San Giovanni Battista sarebbero quindi presenti nel retablo per omonimia, come dedica ai due benefattori. La famiglia che avrebbe "salvato" il retablo dalla distruzione prima della dissoluzione del monastero potrebbe essere stata quella degli Howard duchi di Norfolk.
Il retablo è stato datato al 1335-1340 per motivi stilistici e messo in correlazione con l'Antependium con Storie della Vergine conservato al Museo di Cluny di Parigi, ipotizzando che le due opere siano state eseguite dagli stessi artigiani e destinate ad essere complementari sul medesimo altare, il primo appunto come retablo e il secondo come paliotto.
Il restauro e gli studi correlati dei primi anni 2000 hanno stabilito che il legno che è stato usato per realizzare la struttura del retablo è legno di quercia dal nord Europa, caratteristica comune nei dipinti su tavola inglesi del periodo. Inoltre, le analisi del gesso legato con colla animale, usato come base della superficie pittorica, ne hanno suggerito un'origine geologica nei pressi di Thetford, a supporto delle precedenti ipotesi. Gli studi hanno confermato la datazione al 1336-1340.
Il grande pregio dell'opera, al di là dell'antichità e dei meriti artistici, è nella sua estrema rarità come opera sopravvissuta in perfetto stato di conservazione ai riformatori iconoclasti del XVI secolo, che distrussero gran parte della cultura medievale cattolica inglese. In tal senso, è ad oggi riconosciuta come la più grande opera d'arte pittorica sopravvissuta allo Scisma anglicano di Enrico VIII. La furia iconoclasta puritana e la Guerra civile hanno infatti avuto pesanti conseguenze sul patrimonio artistico inglese, in particolare quello medievale in genere, e soprattutto quello di stampo cattolico. La tipologia del retablo o del polittico gotico si può oggi osservare in rare opere inglesi originali sopravvissute, tra cui alcuni tramezzi come quello della chiesa di Sant'Edmondo a Southwold, della fine del XV secolo, in cui tutti i volti dei Santi sono stati abrasi. L'oggetto di questo tipo più antico sul suolo inglese è probabilmente il Dossale di Adisham, del XIII secolo, mentre il Retablo di Westminster nell'abbazia di Westminster, misurante 95,8x333,5 cm e risalente al 1270-80, è il più grande e antico, nonostante sia in pessimo stato di conservazione. Un più tardo esponente della tipologia dei retabli su suolo inglese è il Retablo di Despenser, del 1380-90 circa, anch'esso sopravvissuto alla Riforma ma martoriato dai successivi riutilizzi.